# Sven

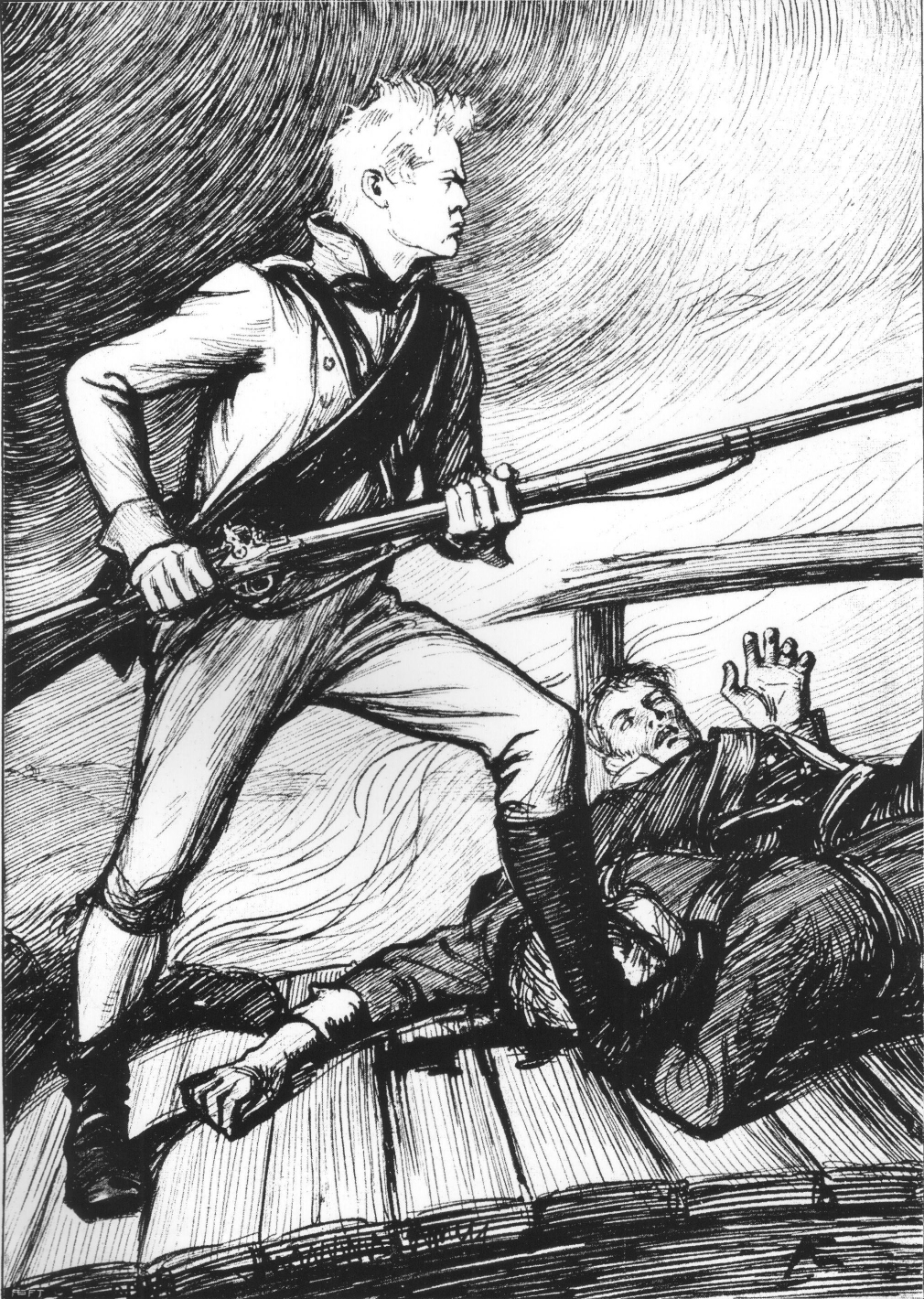
Sven Dufva.

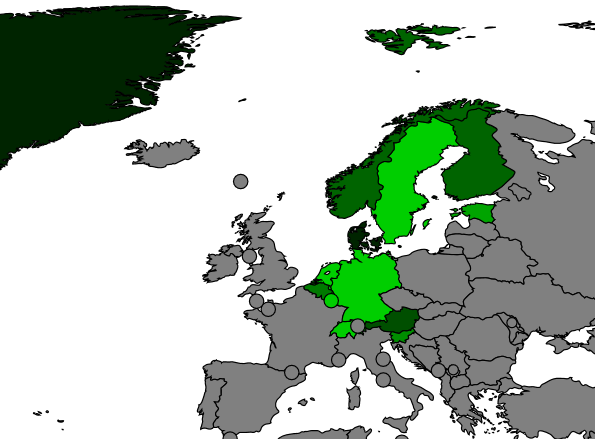
Geografisk utbredning över länder där namnet Sven är vanligt (dock utan Island och Färöarna).

Sven, är ett gammalt fornnordiskt substantiv och mansnamn med betydelsen "ung man, yngling". Det finns som runstensnamn, till exempel denna runinskrift från stenen U 539: "Djärv och Orökna och Vige och Joger och Gerhjälm, alla dessa bröder lät resa denna sten efter Sven, sin broder. Han blev död på Jylland. Han skulle fara till England. Gud och Guds moder hjälpe hans själ bättre än han förtjänade." Den norska formen är Svein, den danska Svend och den isländska Sveinn. Det engelska ordet och namnet är Swain.
Sven hör till de vanligaste mansnamnen i Sverige. År 1925 låg det på tredje plats bland mansnamnen, och det är fortfarande mycket vanligt som andranamn. Den 31 december 2019 fanns det totalt 101 270 personer i Sverige med namnet, varav 32 788 med det som tilltalsnamn. År 2014 fick 36 pojkar namnet som tilltalsnamn.
Vanliga smeknamn för Sven är Svempa och Svenne, varav det senare även har använts som en benämning såväl för medelsvensson som för etniska svenskar (till skillnad från svenskar med invandrarbakgrund). Sven kan även stavas med W, Swen.

## Namnsdag
- Namnsdag i Sverige: 5 december.
- I den finlandssvenska namnsdagslängden har Sven namnsdag 21 augusti[4] sedan starten 1929, då en egen namnsdagskalender togs i bruk för finlandssvenskar.[5]
- Namnsdag i Estland: 21 augusti.
- Namnsdag i Tyskland: 4 september.

## Personer med namnet Sven
- Sven, svensk kung (ca 1084–1087), anses vara samma person som Håkan Röde
- Sven, ett anonymnamn på en stenhuggare och dopfuntmästare, verksam på 1100-talet
- Sven I, kung av Danmark (ca 960–1014), kallad Tveskägg
- Sven II, kung av Danmark (ca 1020–1074)
- Sven III, kung av Danmark (1127–1157), kallad Grate
- Sven Alfons, författare
- Sven Andersson (1910–1987), politiker (S), statsråd
- Sven Arefeldt, orkesterledare
- Svend Asmussen, dansk jazzviolinist och sångare
- Svend Auken, dansk politiker (s)
- Sven Axbom, fotbollsspelare, VM-silver 1958.
- Sven Barthel (1903–1991), författare, journalist och teaterkritiker
- Sven "Svenne Berka" Bergqvist (1914–1996), bandyspelare, fotbollsspelare
- Sveinn Björnsson, Islands förste president
- Sven Britton, läkare
- Sven-Erik Bucht, statsråd (S)
- Oliver-Sven Buder, östtysk friidrottare
- Sven-Erik Bäck, tonsättare
- Sven Carlsson (1913–1983), konstnär, skulptör
- Sven Danell (1903–1981), biskop
- Sven-Erik Danielsson, längdskidåkare
- Sven Davidson (1928–2008), tennisspelare
- Sven Delblanc (1931–1992),  författare
- Sven Elvestad, norsk författare, skrev deckare som Stein Riverton
- Sven-Göran Eriksson (Svennis), fotbollstränare
- Sven Erixson (X-et), (1899–1970), konstnär
- Sven Erlander, matematiker, universitetsrektor
- Sven Fagerberg, författare
- Sven-Bernhard Fast, biskop i Visby stift
- Sven Fischer, tysk skidskytt.
- Sven Forsman, gymnast, OS-guld i lag 1908
- Sven af Geijerstam (1913–1990), statsråd, landshövding i Jönköpings län
- Sven Gillsäter, dokumentärfilmare, författare
- Sven Grafström, diplomat
- Sven Hallonsten, redaktör och bibliotekarie
- Sven Hamrin, tävlingscyklist
- Sven Hannawald, tysk backhoppare
- Sven Hassel, författarpseudonym
- Sven Hedin (1865–1952), forskningsresande, ledamot av Svenska Akademien
- Sven Hedlund, sångare i Hepstars
- Sven Heurgren, jurist och ämbetsman, (f. 1930), KO, landshövding i Jämtlands län
- Sven Holmberg (1906–1974), svensk militär
- Sven Holmberg (1918–2003), svensk skådespelare
- Sven Holmberg (1918–2006), svensk militär
- Sven Hulterström (f. 1938), politiker (S), statsråd
- Sven Hörtewall, friidrottare
- Sven B.F. Jansson (Run-Janne),  (1906–1987), runforskare
- Sven Jerring (1895–1979), "Farbror Sven", radioman
- Sven Johansson, landshövding i Västerbottens län
- Sven Johansson (professor), universitetsrektor
- Sven-Eric Johansson, tonsättare
- Sven Jonasson, fotbollsspelare
- Sven-Olof Jonsson, gymnast, OS-guld i trupptävlan 1920
- Sven Kjöllerström (1901–1981), professor i praktisk teologi
- Sven Kramer, nederländsk skridskoåkare
- Sven Landberg, gymnast, OS-guld i trupptävlan 1908 och 1912
- Sven-Gunnar Larsson, fotbollsspelare
- Sven Olof "Esso" Larsson, friidrottare
- Sven Lidman (1882–1960), författare
- Sven Lilja, allsångsledare
- Sven Lindberg, skådespelare
- Sven Lindegård, biskop i Växjö stift
- Sven Linderot, kommunistledare
- Sven Linders, politiker (S), statsråd
- Sven Olov Lindholm, naziledare
- Sven Lindqvist (1932–2019), författare
- Sven Ljungberg (1913–2010), konstnär
- Sven-Åke Lundbäck, längdskidåkare
- Sven Låftman (1887–1977), friidrottare, idrottsledare
- Sven-Åke Löfgren, friidrottare
- Sven Magnusson (1905–1962), skådespelare
- Sven-Erik Magnusson, sångare, gitarrist, klarinettist i Sven-Ingvars
- Sven Markelius (1889–1972), arkitekt
- Sven Melander, journalist och underhållare
- Sven Mikser, estnisk politiker, utrikesminister 2016-2019
- Sven Moberg, politiker (S), statsråd
- Sven-Eric Nilsson, ämbetsman, statsråd
- Sven Nordqvist (f. 1946), författare, tecknare
- Sven Nylander (f. 1962), friidrottare
- Sven Nykvist (1922–2006), filmfotograf
- Sven-Olof Olson, flygvapenchef
- Sven Palme, företagsledare samt farfar till Olof Palme
- Sven Ulric Palme, historiker
- Sven Plex Petersson, sportjournalist
- Sven Rosén (gymnast), OS-guld i trupptävlan 1908 och 1912
- Sven Rydell, fotbollsspelare, bragdmedaljör
- Sven Salén, skeppsredare, sångare, kappseglare, bragdmedaljör
- Sven Edvin Salje, författare
- Sven-David Sandström, tonsättare
- Sven Selånger, backhoppare, bragdmedaljör
- Sven Silén (1908–1983), biskop
- Sven-Olov Sjödelius, kanotist, OS-guld 1960 och 1964
- Sven Stolpe (1905–1996), författare
- Sven Strömberg, programledare
- Sven Strömberg, tidningsman och friidrottare
- Sven Strömberg, tandläkare
- Sven G. Svenson, bankman och författare
- Sven E. Svensson, musikforskare, musikteoretiker, director musices
- Sven-Ove Svensson, fotbollsspelare
- Sven "Sleven" Säfwenberg, bandymålvakt, bragdmedaljör
- Sven-Bertil Taube, trubadur
- Sven Thofelt, modern femkampare, OS-guldmedaljör 1928
- Sven Thorgren, snowboardåkare
- Sven Thunman, ishockeyspelare
- Sven Tropp, balettmästare, dansare, koreograf
- Sven Tumba (Johansson) (1931–2011), ishockeyspelare
- Sven Tunberg (1882–1954), professor, rektor för Stockholms högskola 1927-1949
- Sven Utterström, längdskidåkare, bragdmedaljör
- Sven Wedén, politiker (fp), partiledare 1967-1969
- Sven Werner (1898–1984), dansk fysiker
- Sven Werner (1919–1999), svensk militär
- Sven Werner (född 1952), svensk ingenjör
- Sven Wernström, författare av barn– och ungdomsböcker
- Sven Westerberg, kriminalförfattare
- Sven-Erik Vikström, operasångare
- Sven Wingquist (1876–1953), uppfinnare och grundare av SKF
- Sven Wollter (1934–2020),  skådespelare
- Sven-Erik Österberg, politiker (S), statsråd, landshövding

## Fiktiva figurer med namnet Sven
- Sven Dufva, en soldat i diktverket Fänrik Ståls sägner.
- Sven Ripa, TV-serien om Bert, engagerad i elevrådet i avsnittet "Klimpen, min allra bästa vän"